# Curie (krater)
För andra betydelser, se Curie (olika betydelser).
Curie är en nedslagskrater på planeten Mars. Kratern är namngiven efter fysikern Pierre Curie.
Kratern har en diameter på ungefär 111 km.